# Ealdred (Hwicce)
Ealdred (auch Aldred) war von 755 bis nach 778 ein angelsächsischer König der Hwicce.

## Leben
Die wenigen bekannten Fakten seines Lebens ergeben sich aus Urkunden, die er ausstellte oder als Zeuge unterschrieb: 
Zu Beginn der Herrschaft von Offa von Mercien (757–796) wurde Hwicce von den drei Brüdern Eanberht, Uhtred und Ealdred, die den Titel regulus (Kleinkönig) trugen, regiert. Der Macht Mercias war so stark, dass für eine Landschenkung an die Kirche die Zustimmung Offas erforderlich war. Offa konnte seinen Einfluss in Hwicce weiter ausbauen. Um 770 führte er den Titel subregulus (Unterkönig). Um 778 setzte Ealdred seine Verwandte Æthelburh mit Zustimmung des Bischofs Tilhere als Äbtissin von Fladbury (Worcestershire) ein. Er unterzeichnete die Urkunde als subregulus (Unterkönig). Ealdreds Todesdatum ist unbekannt.